# Gotham (série de televisão)
Gotham é uma série de televisão americana criada por Bruno Heller, baseada em personagens que aparecem em publicações da DC Comics em sua franquia Batman, principalmente o Detetive James Gordon e Bruce Wayne. A série é estrelada por Ben McKenzie como o jovem Gordon. Heller serve como produtor executivo da série, juntamente com Danny Cannon, que também dirigiu o piloto. Gotham foi anunciada em 5 de maio de 2014, e estreou em 22 de setembro de 2014 na Fox Broadcasting Company (FOX). Em 13 de maio de 2018, a Fox renovou a série para uma quinta e última temporada.
Como originalmente concebida, a série teria servido como uma história simples sobre os primeiros dias de Gordon na polícia de Gotham City. A ideia evoluiu, não só para incluir o personagem Bruce Wayne, mas também para contar as histórias de origem de vários vilões do Batman, incluindo Coringa (Joker), Pinguim, Mulher-Gato, Charada, Duas-Caras, Hera Venenosa, Senhor Frio, Espantalho, Ra's al Ghul, Chapeleiro Louco e Hugo Strange. A primeira temporada teria originalmente 16 episódios, que depois foi estendido para um total de 22.
No Brasil, a série foi exibida em primeira mão pelo canal de TV fechada Warner Channel, estreando em 29 de setembro de 2014. Ainda no Brasil, a série foi ao ar na Globo, a partir do dia 3 de agosto de 2015, logo após o Programa do Jô. Em Portugal, Gotham foi exibida desde o dia 11 de novembro de 2014 pela FOX Portugal, mas em 2015 a série também foi para canal irmão da FOX Portugal, o FOX Crime.
No mundo dos streamings, no Brasil, Gotham foi durante muito tempo atração da Netflix, onde sempre entregou bons números de audiência. A série foi removida da plataforma em 12 de maio de 2023.
Semanas depois, em 7 de junho, todas as temporadas de Gotham entraram na HBO Max; disponibilidade exclusiva.

## Sinopse

### 1ª Temporada
Na primeira temporada, James Gordon, um novo recruta do Departamento de Polícia de Gotham City, está emparelhado com o veterano detetive Harvey Bullock para solucionar os assassinatos de Thomas e Martha Wayne. Gordon conhece o filho dos Wayne, Bruce, que agora está aos cuidados do mordomo Alfred Pennyworth. Além disso, ele também encontra o membro de gangue Oswald Cobblepot, o inteligente Edward Nygma, o perturbado circense Jerome Valeska, as órfãs de rua Selina Kyle e Pamela "Ivy" Pepper, o promotor público assistente Harvey Dent e a médica Leslie Thompkins. Gordon se envolve com as famílias criminosas de Gotham, incluindo a gangster Fish Mooney e os senhores do crime Carmine Falcone e Salvatore Maroni.

### 2ª Temporada
Na segunda temporada, Gordon lida com uma série de eventos que estão sendo orquestrados por Theo Galavan e sua irmã Tabitha, que libertam os lunáticos Jerome Valeska e Barbara Kean de Arkham como parte de um plano para assumir Gotham como o novo Prefeito e exigindo vingança contra a Família Wayne. Depois que Galavan é assassinado em sua campanha para prefeito, o Departamento de Polícia de Gotham City lida com as ações de Victor Fries. O enigmático Hugo Strange e sua assistente Ethel Peabody realizam uma série de experiências bizarras sob o Asilo Arkham, nas instalações subterrâneas de Indian Hill, que é de propriedade secreta da Wayne Enterprises e supervisionadas pela Corte das Corujas.

### 3ª Temporada
Na terceira temporada, seis meses depois, Gordon tornou-se um caçador de recompensas enquanto trabalha para rastrear experimentos em Indian Hill que escaparam, entre eles uma Fish Mooney revivida, e recuperar Leslie (Lee) Thompkins, que planeja se casar com o filho de Carmine Falcone, Mario Calvi. Em paralelo, o hipnotizador Jervis Tetch chega na cidade em busca de sua irmã Alice, uma adolescente que possui sangue venenoso que pode enlouquecer pessoas de várias maneiras. Enquanto isso, Ivy é envelhecida até uma mulher adulta após um encontro com um dos seguidores de Fish Mooney vindos de Indian Hill. Jerome Valeska é revivido por cultistas, que passaram a vê-lo como um messias após sua morte. Gordon se junta a Bruce e Selina para lidar com a Corte das Corujas que trabalham em nome de Ra's al Ghul e da Liga das Sombras, Pinguim e Ivy se unem para formar um exército, e Edward Nygma adota sua nova identidade como "O Charada".

### 4ª Temporada
Na quarta temporada, Bruce Wayne é um vigilante mascarado, patrulhando as ruas de Gotham à noite, vestindo roupas escuras e uma balaclava preta com capuz. Cobblepot inicia uma campanha para dominar o submundo da cidade lucrando com crimes licenciados, Nygma descobre que suas ideias mentais diminuíram como um efeito colateral de ter sido congelado, Jonathan Crane é visto abraçando seu papel como o Espantalho, a Liga das Sombras começa seu próximo lote envolvendo uma antiga faca de embalsamamento, considerada a única faca capaz de deter Ra's al Ghul. Ivy Pepper toma drogas de um farmacêutico que a transformam novamente, Butch Gilzean se torna Solomon Grundy depois que seu corpo comatoso foi jogado em um pântano, e acaba se juntando ao Charada para dominar o bairro do Narrows. Sofia Falcone, filha de Carmine Falcone, retorna á Gotham para ajudar Gordon em impedir Cobblepot de continuar sendo o "rei de Gotham". Sofia consegue a confiança de Cobblepot, enquanto reergue o império criminal de seu pai. Enquanto isso, Jerome orquestra uma fuga maestral em Arkham com seus novos aliados Jervis Tetch e Jonathan Crane, essa aliança depois evoluiria na Legião dos Horríveis, que tinham Oswald Cobblepot, Victor Fries, Bridgit Pike e Solomon Grundy como membros também, que tinha como objetivo enlouquecer Gotham. Barbara Kean, Tabitha Galavan e Selina Kyle se juntam a Bruce Wayne e Alfred Pennyworth para derrotar Ra's al Ghul. Jerome reencontra seu irmão gêmeo Jeremiah Valeska, que é contaminado por uma versão especial do Gás do Riso de Jerome, fazendo com que Jeremiah enlouqueça e se torne o Coringa. Após a morte de Jerome, Jeremiah continua com os planos de seu irmão, atirando contra Selina Kyle que é levada para o hospital. Jeremiah se junta ao Ra's para destruir a cidade, explodindo as pontes de Gotham, isolando a cidade de todo o mundo, causando o caos na cidade e transformando Gotham na "Terra de Ninguém".

### 5ª Temporada
Na quinta temporada, após a explosão das pontes que ligavam Gotham ao resto do continente, a nova ilha vira uma "terra de ninguém", que é controlada pelo Espantalho, Barbara Kean, Pinguim, e a "zona negra" que ninguém a controla. Mesmo com Jim pedindo suprimentos ao resto do Continente, ele é sempre ignorado pelos seus superiores. Selina Kyle, após de levar um tiro de Jeremiah, entra em coma, e, com Bruce preocupado, decide procurar a "Bruxa", que na verdade é Ivy Pepper, que decide ajudar pela sua amizade com Selina. Após Jim Gordon fazer o ataque ao grupo que planejava fazer um túnel para chegar ao continente, ele cria o "Paraíso", um refúgio seguro com moradores necessitados e outros que eram perseguidos. Mas, no fim das contas, o Charada causa uma explosão com um tiro de bazuca em um tanque de óleo, o que causa uma perseguição de todas as facções atrás de Edward Nygma, mas ele não foi o responsável, ao tomar a facada no dia da explosão da ponte, o Pinguim pagou o Hugo Strange para salva-lo, mas Strange inseriu um chip de controle remoto no cérebro dele, assim sendo a Walker tinha controle sobre as ações dele. Após o seu tratamento com Ivy Pepper, Selina descobre a localização de Jeremiah, ao norte da "zona negra". Então, decide se unir com Bruce para procurá-lo. Bruce e Selina descobrem algo como um culto "Valeska" para procurar os mais fiéis. Selina finge querer trabalhar para Jeremiah invadir sua sede, mas depois de um confronto, Ecco escapa e Selina trai Bruce para ir atrás de Jeremiah. Jeremiah é esfaqueado por Selina, fazendo com que todos acreditassem que ele foi morto, sendo que ele conseguiu sobreviver. O plano dele é reviver o dia da morte dos país de Bruce, ele pega duas pessoas parecidas com os pais do Bruce e faz plástica para deixa-los idênticos, nessa ele explode a mansão Wayne, ele e Bruce fogem a tempo, travam uma batalha na Ace Chemicals, Bruce derruba Jeremiah em um tanque de produto químico. enquanto isso Nygma e Pinguim tentam fazer um submarino para fugir de Gotham. a Walker na verdade era a filha de ra's al ghul, ela queria destruir Gotham como punição ao Bruce pela morte de seu pai. 

## Episódios
| Temporada | Temporada | Episódios | Episódios | Originalmente exibido  | Originalmente exibido | Nielsen ratings | Nielsen ratings                |
| Temporada | Temporada | Episódios | Episódios | Estreia da temporada   | Final da temporada    | Rank            | Avg. espectadores (em milhões) |
| --------- | --------- | --------- | --------- | ---------------------- | --------------------- | --------------- | ------------------------------ |
|           | 1         | 22        | 22        | 22 de setembro de 2014 | 4 de maio de 2015     | 68              | 7.56                           |
|           | 2         | 22        | 22        | 21 de setembro de 2015 | 23 de maio de 2016    | 89              | 5.37                           |
|           | 3         | 22        | 22        | 19 de setembro de 2016 | 5 de junho de 2017    | 100             | 4.52                           |
|           | 4         | 22        | 22        | 21 de setembro de 2017 | 17 de maio de 2018    | 129             | 3.69                           |
|           | 5         | 12        | 12        | 3 de janeiro de 2019   | 25 de abril de 2019   | ASA             | ASA                            |

## Elenco e personagens
| Ator                  | Personagem                                  | Temporadas   | Temporadas   | Temporadas   | Temporadas   | Temporadas   |
| Ator                  | Personagem                                  | 1            | 2            | 3            | 4            | 5            |
| --------------------- | ------------------------------------------- | ------------ | ------------ | ------------ | ------------ | ------------ |
| Ben McKenzie          | James Gordon                                | Principal    | Principal    | Principal    | Principal    | Principal    |
| David Mazouz          | Bruce Wayne                                 | Principal    | Principal    | Principal    | Principal    | Principal    |
| Donal Logue           | Harvey Bullock                              | Principal    | Principal    | Principal    | Principal    | Principal    |
| Robin Lord Taylor     | Oswald "Pinguim" Cobblepot                  | Principal    | Principal    | Principal    | Principal    | Principal    |
| Camren Bicondova      | Selina Kyle                                 | Principal    | Principal    | Principal    | Principal    | Principal    |
| Cory Michael Smith    | Edward Nygma / Charada                      | Principal    | Principal    | Principal    | Principal    | Principal    |
| Erin Richards         | Barbara Kean                                | Principal    | Principal    | Principal    | Principal    | Principal    |
| Sean Pertwee          | Alfred Pennyworth                           | Principal    | Principal    | Principal    | Principal    | Principal    |
| Zabryna Guevara       | Sarah Essen                                 | Principal    | Principal    |              |              |              |
| John Doman            | Carmine Falcone                             | Principal    | Participação | Recorrente   | Participação |              |
| Jada Pinkett Smith    | Fish Mooney                                 | Principal    | Participação | Recorrente   |              |              |
| Cameron Monaghan      | Jerome Valeska                              | Principal    | Principal    | Recorrente   | Recorrente   |              |
| Cameron Monaghan      | Jeremiah Valeska                            |              |              |              | Recorrente   | Principal    |
| Victoria Cartagena    | Renee Montoya                               | Principal    |              |              |              |              |
| Andrew Stewart Jones  | Crispus Allen                               | Principal    |              |              |              |              |
| Morena Baccarin       | Leslie "Lee" Thompkins                      | Recorrente   | Principal    | Principal    | Principal    | Principal    |
| Drew Powell           | Butch Gilzean / Cyrus Gold / Solomon Grundy | Recorrente   | Principal    | Principal    | Principal    |              |
| Nicholas D'Agosto     | Harvey Dent                                 | Recorrente   | Principal    |              |              |              |
| Clarey Folei          | Ivy Pepper                                  | Recorrente   | Participação | Participação |              |              |
| Maggie Geha           | Ivy Pepper                                  |              |              | Principal    | Participação |              |
| Peyton List           | Ivy Pepper                                  |              |              |              | Recorrente   | Participação |
| Chris Chalk           | Lucius Fox                                  | Participação | Principal    | Principal    | Principal    | Principal    |
| Jessica Lucas         | Tabitha Galavan / Tigresa                   |              | Principal    | Principal    | Principal    | Participação |
| Michael Chiklis       | Nathaniel Barnes / O Executor               |              | Principal    | Principal    |              |              |
| James Frain           | Theo Galavan / Azrael                       |              | Principal    |              |              |              |
| Benedict Samuel       | Jervis Tetch / Chapeleiro Louco             |              |              | Principal    | Participação | Participação |
| Alexander Siddig      | Ra's Al Ghul                                |              |              | Participação | Principal    |              |
| Crystal Reed          | Sofia Falcone                               |              |              |              | Principal    |              |
| Recorrentes           |                                             |              |              |              |              |              |
| Chelsea Spack         | Kristen Kringle                             | Recorrente   | Recorrente   | Recorrente   |              |              |
| Chelsea Spack         | Isabella                                    |              |              | Recorrente   |              |              |
| Anthony Carrigan      | Victor Zsasz                                | Recorrente   | Participação | Participação | Recorrente   | Participação |
| Nathan Darrow         | Victor Fries / Mr. Freeze                   |              | Recorrente   | Recorrente   | Recorrente   |              |
| B.D. Wong             | Hugo Strange                                |              | Recorrente   | Recorrente   | Participação | Participação |
| Tonya Pinkins         | Ethel Peabody                               |              | Recorrente   | Participação |              |              |
| James Carpinello      | Mario Falcone                               |              |              | Recorrente   |              |              |
| Jamie Chung           | Valerie Vale                                |              |              | Recorrente   |              |              |
| Kelcy Griffin         | Vanessa Harper                              |              |              |              | Recorrente   | Recorrente   |
| Francesca Root-Dodson | Ecco                                        |              |              |              | Participação | Recorrente   |
| Jaime Murray          | Nyssa Al Ghul                               |              |              |              |              | Recorrente   |
| Shane West            | Eduardo Dorrance / Bane                     |              |              |              |              | Recorrente   |

- Ben McKenzie como James Gordon - Em setembro de 2013, foi relatado que a Fox estava desenvolvendo uma série de TV centrada nos primeiros dias de James Gordon como um detetive de polícia e as histórias de origem de vários vilões do Batman.[12] Em fevereiro de 2014, McKenzie foi escalado como o personagem principal[13] ao descrever seu personagem em uma entrevista, McKenzie afirmou que Gordon "é um homem verdadeiramente honesto, o último homem honesto em uma cidade cheia de pessoas corruptas, ele não é um anti-herói, ele é um verdadeiro herói.. - mas ele terá que se comprometer. " [14]

- Donal Logue como Harvey Bullock - No início de 2014, foi anunciado que Logue foi escalado como Harvey Bullock, um personagem que serve como parceiro eticamente conflituoso e comprometido de James Gordon na GCPD.[15]
- David Mazouz como Bruce Wayne - Em março de 2014, Mazouz foi escalado como Bruce Wayne[16] Ao discutir seu personagem, Mazouz afirmou que "você nunca tem que explorar o que Bruce Wayne estava passando ou o seu processo de luto ou o que sua raiva faz dele fazer neste ponto da sua vida, ele está com raiva, ele está com medo, ele é compulsivo, e ele é solitário. Ele está à procura de qualquer significado para a morte de seus pais. Você vai ver as coisas que ele vai fazer para si mesmo e para outras pessoas enquanto ele está sofrendo, e você vai ver como ele se torna um garoto normal de novo. " [17]
- Zabryna Guevara como Sarah Essen - Em fevereiro de 2014, Guevara foi confirmada para a série. Descrições revelaram sua personagem ser uma capitão da polícia na GCPD e superior direta de James.[18][19]
- Sean Pertwee como Alfred Pennyworth - Em fevereiro de 2014, Pertwee foi escalado como Alfred Pennyworth na série.[18][19] O personagem de Pertwee levaria inspiração da Terra Um.[20]
- Robin Lord Taylor como Oswald Cobblepot / Pinguim - Em fevereiro de 2014, Taylor foi escalado como Oswald Cobblepot, um bandido de baixo nível inteligente, que costumava trabalhar para Fish Mooney.[18][19]
- Erin Richards como Barbara Kean - Em fevereiro de 2014, Richards foi confirmada ter sido escalado para a série. Richards retrata a noiva de James Gordon, Barbara Kean, apesar de seu relacionamento se deteriorar ao longo da temporada.[18][19]
- Camren Bicondova como Selina ''Gata'' Kyle - Em março de 2014, Bicondova foi escalada para interpretar Selina Kyle.[16] De acordo com Bicondova, "a principal palavra que eu posso pensar em caracterizar Selina é que ela está apenas sobrevivendo. Ela é muito travessa e muito desafiadora para jogar às vezes, porque ela sente emoções, mas esconde, percebi que não é apenas uma ladra de rua e uma sobrevivente;.. ela é realmente uma garota normal " [21]
- Cory Michael Smith como Edward Nygma / Charada - Smith se juntou ao elenco em abril de 2014.[22][23] Em maio de 2014, Smith foi promovido para regular.[24][25] "O que eu amo sobre a história do personagem é o quão diverso ele é ", diz Smith. "Quando eu estava fazendo testes para Gotham, eu tinha um punhado de banda desenhada de diferentes décadas, então eu tive uma perspectiva. - Já é em torno de 75 anos, o que é muito tempo eu queria ver uma evolução dos quadrinhos - e do personagem, indo de muito inocente, bem-intencionado, pessoa alegre para começar a encontrar essa outra parte dele que ele não sabia que ele tinha. Ele é uma pessoa que está constantemente abusada, e está fora da raiva e exaustão, e em seguida, percebendo que quando você começa a tomar o controle de situações como essa, você pode ganhar o poder dessa maneira -. ele vai ser algo que ele pode começar a desfrutar " [26]
- Victoria Cartagena como Renee Montoya - Cartagena entrou para a série em Maio de 2014, mas não apareceu na 2ª temporada.[25][27]
- Andrew Stewart-Jones como Crispus Allen - Stewart-Jones entrou para a série em Maio de 2014, mas não apareceu na 2ª temporada.[25][27]
- John Doman como Carmine Falcone - Doman apareceu pela primeira vez no piloto da série como Carmine Falcone, um chefe da máfia com laços com o pai de James Gordon. Doman continuou a aparecer durante toda a temporada.
- Jada Pinkett Smith como Fish Mooney - Smith foi escalada como Fish Mooney em Fevereiro de 2014.[28] Ela apareceu durante toda a temporada até que sua personagem foi aparentemente morta na 1ª temporada, depois de cair de um edifício alto jogada por Pinguim. Quando perguntado se sua personagem vai voltar em futuras temporadas, Smith respondeu: "Se ela sobreviveu a queda. Eu assinei por um ano. Eu não acho que qualquer um de nós realmente pensei que Fish teria a vida que ela teve ou ser um dos personagens favoritos da série. Ela estava lá para servir a um propósito, na medida em que ajuda a contar a história do Pinguim. Eu sou uma garota inteligente. Eu entendi que eu estava lá para atender a Pinguim. Se ela sobreviver, eu definitivamente estarei disposto a fazer o que for necessário para continuar a servir a história de Gotham. " [29] Em janeiro de 2016, foi anunciado que Smith voltaria reprisando o papel para o final da 2ª temporada.[30]
- Cameron Monaghan como Jerome Valeska e Jeremiah Valeska - Em Março de 2014, Cameron foi escalado na série para interpretar Jerome Valeska, que seria um agente recruta do Departamento de Polícia de Gotham. Ele acompanharia James Gordon e Harvey Bullock em algumas investigações com a intenção de auxilia-los nos casos e aprender um pouco sobre a vida de detetive. Por conta de uma confusão na delegacia, acabou tendo um choque de cabeça e começou a enlouquecer, o que ocasionou em Jerome matando sua própria mãe e indo parar em Arkham. Jeremiah Valeska é introduzido na 4ª temporada como o irmão gêmeo de Jerome. É relatado que Jeremiah tenta fugir de seu irmão por anos, mas ele acaba sendo exposto ao Gás do Riso de Jerome, fazendo com que ele acabasse se tornando o Coringa.
- Morena Baccarin como Leslie "Lee" Thompkins - Morena Baccarin foi escalada em outubro de 2014.[31] Baccarin foi promovida para o elenco regular na segunda temporada, após ser recorrente na primeira temporada.[32]
- James Frain como Theo Galavan / Azrael - Em junho de 2015, Frain foi anunciado como regular para a segunda temporada.[33]
- Jessica Lucas como Tabitha Galavan / Tigresa - Em junho de 2015, Lucas foi anunciado como regular da série para a segunda temporada.[33]
- Chris Chalk como Lucius Fox - Em março de 2015, Chalk foi anunciado como Lucius Fox,[34] e foi promovido para o elenco regular na segunda temporada.[35]
- Drew Powell como Butch Gilzean / Cyrus Gold / Solomon Grundy[36] - O braço direito de Fish Mooney e o executor da máfia. Victor Zsasz mais tarde "trabalhou" em Butch, fazendo com que ele obedecesse a todos os comandos de Oswald Cobblepot, embora isso tenha sido desfeito posteriormente por Tabitha Galavan. Powell foi promovido pro elenco regular para a segunda temporada.[37]
- Nicholas D'Agosto como Harvey Dent - Em julho de 2014, foi anunciado que Harvey Dent apareceria na série.[38] D'Agosto foi revelado para retratar Harvey Dent em outubro de 2014,[39] e foi promovido para o elenco regular para a segunda temporada.[40]
- Michael Chiklis como Nathaniel Barnes / O Executor[41] - Em julho de 2015, Chiklis foi anunciado para o elenco regular para a segunda temporada como o capitão Nathaniel Barnes.[42]
- Maggie Geha como Ivy "Pamela" Pepper - Uma jovem e velha amiga de Selina que desenvolve poderes baseados em feromônios depois de consumir um misterioso elixir. A personagem foi retratado por Clare Foley como um personagem recorrente na primeira e na segunda temporada. Começando com o segundo episódio da 3 ª temporada, ela foi promovida a série regular com o papel reformulado com Geha. Peyton List assume o papel na quarta temporada, como uma personagem recorrente.[43][44]
- Benedict Samuel como Jervis Tetch - Em agosto de 2016, Samuel foi anunciado como regular da série para a terceira temporada. Ele é descrito como um hipnotizador psicótico com um firme desejo de encontrar sua irmã desaparecida, Alice.[45]
- Alexander Siddig como Ra's al Ghul - O poderoso chefe da Liga dos Assassinos com um olho afiado em Bruce Wayne. Em março de 2017, Siddig foi anunciado para retratar Ra's no final da 3ª temporada[46] antes de ser promovido para regular na 4ª temporada.[47]
- Crystal Reed como Sofia Falcone - A filha de Carmine Falcone que está retornando a Gotham para ajudar Gordon a derrubar o Pinguim.[48] Reed foi anunciada para retratar Sofia Falcone e promovida para regular na 4 ª temporada.[47]

## Produção

Banner promocional da primeira temporada.

### Desenvolvimento
O produtor Bruno Heller teve a ideia da série após uma conversa com Geoff Johns, diretor criativo da DC Entertainment. Inicialmente Heller disse que ele estava hesitante em fazer uma série sobre super-heróis, dizendo ao site Digital Spy que "Eu realmente não sei como escrever sobre pessoas com super poderes". Além disso, elaborando com a Entertainment Weekly disse que "eu não acho que Batman funciona muito bem na TV ", acrescentando que "francamente, todas essas histórias de super-heróis que eu vi, eu sempre amei até que eles entram no traje ", notando que nesse ponto "eles pararam tornando-se seres humanos." O filho de Heller, sugeriu que o foco da série poderia ser sobre Comissário Gordon a partir do qual Heller, em seguida, desenvolveu a ideia de Gordon sendo o investigador que investigou os pais de Bruce Wayne assassinados uma ideia que ele diz que "nos demos um ponto de partida que permitiu-nos contar a saga de um ponto muito mais cedo do que antes''.
Em 24 de setembro de 2013, a Fox Broadcasting Company (FOX) anunciou a série de TV Gotham, a ser produzida pela Warner Bros. Television e escrita por Bruno Heller. Em 7 de janeiro de 2014, Danny Cannon foi contratado para dirigir o episódio piloto. Falando sobre o projeto durante uma coletiva de imprensa na Television Critics Association, o presidente da Fox Kevin Reilly, disse que Gotham "não é apenas uma série adjunta" e "trata-se de uma franquia do Batman, apenas voltando na cronologia". Ele também acrescentou que a série funciona por conta própria, separada de qualquer universo compartilhado da DC na TV ou no cinema.
O piloto foi exibido no painel da Warner Bros. Television e DC Entertainment, na San Diego Comic-Con International, em junho de 2014, junto com o piloto de The Flash, e trailers de Constantine e da terceira temporada de Arrow. Em julho de 2014, foi anunciado que Graeme Revell seria o compositor da série.

### Escolha de elenco
Em janeiro de 2014, surgiram rumores de que Donal Logue iria interpretar James Gordon na série. Logue negou esses rumores via Twitter. O ator acabou sendo escalado como Harvey Bullock. Em fevereiro de 2014, Ben McKenzie foi escalado como James Gordon. McKenzie filmou um piloto prévio com Heller para CBS, que levou a Heller escrever su caracterização de Gordon com McKenzie em mente. Escalar Bruce Wayne foi desafiador em parte, porque, como Heller colocou "É um elenco tão importante e teria sido muito perigoso colocar a pessoa errada", acrescentando que o processo de elenco para Wayne "exigia muita negociação, muitas idas e vindas, para que todos ficassem felizes e confortáveis." No início de março de 2014, David Mazouz foi escalado como Bruce Wayne enquanto Camren Bicondova foi escalada como Selina Kyle. Na Chicago Comic & Entertainment Expo de 2014, Jim Cunningham, da DC, disse que Renee Montoya seria uma personagem da série.

### Música
Em julho de 2014, foi anunciado que Graeme Revell seria o compositor para a série.

## Recepção
No início de outubro de 2014, a empresa de pesquisa de mercado Survata entrevistou mais de 1.400 espectadores para determinar que Gotham foi a maior estreia da TV, em 24, que os espectadores estavam mais interessados em assistir naquele ano.

### Classificações
| Temporada | Timeslot (FH)         | Episódios | Primeira transmissão   | Primeira transmissão   | Última transmissão | Última transmissão     | Temporada de TV | Classificação | Média espectadores (milhões) | Classificação 18–49 (média) |
| Temporada | Timeslot (FH)         | Episódios | Data                   | Espectadores (milhões) | Data               | Espectadores (milhões) | Temporada de TV | Classificação | Média espectadores (milhões) | Classificação 18–49 (média) |
| --------- | --------------------- | --------- | ---------------------- | ---------------------- | ------------------ | ---------------------- | --------------- | ------------- | ---------------------------- | --------------------------- |
| 1         | Segunda-Feira 8:00 pm | 22        | 22 de setembro de 2014 | 8.21                   | 4 de maio de 2015  | 4.93                   | 2014-15         | 68            | 7.56                         | 2.8                         |
| 2         | Segunda-Feira 8:00 pm | 22        | 21 de setembro de 2015 | 4.57                   | 23 de maio de 2016 | 3.62                   | 2015-16         | 89            | 5.37                         | 2.0                         |
| 3         | Segunda-Feira 8:00 pm | 22        | 19 de setembro de 2016 | 3.90                   | 5 de junho de 2017 | 3.03                   | 2016-17         | 100           | 4.52                         | 1.6                         |
| 4         | Quinta-Feira 8:00 pm  | 22        | 21 de setembro de 2017 | 3.21                   | 17 de maio de 2018 | 2.20                   | 2017-18         | 129           | 3.69                         | 1.2                         |
| 5         | Quinta-Feira 8:00 pm  | 12        | 3 de janeiro de 2019   | 2.54                   | TBA                | TBD                    | 2018-19         | TBD           | TBD                          | TBD                         |

Na Austrália, o primeiro e segundo episódios receberam 1,24 milhão e 896 mil espectadores, respectivamente. As transmissões de timeshifted foram assistidas por 1,43 e 1,03 milhões, respectivamente.

### Prêmios e indicações
| Ano  | Associação                           | Categoria                                                                                        | Indicado                                     | Resultado | Ref.          |
| ---- | ------------------------------------ | ------------------------------------------------------------------------------------------------ | -------------------------------------------- | --------- | ------------- |
| 2014 | Critics' Choice Television Awards    | Most Exciting New Series                                                                         | Gotham                                       | Venceu    | [ 79 ]        |
| 2015 | American Society of Cinematographers | Episode of a Regular Series                                                                      | Christopher Norr "Spirit of the Goat"        | Indicado  | [ 80 ] [ 81 ] |
| 2015 | American Society of Cinematographers | Television Movie, Miniseries or Pilot                                                            | David Stockton "Pilot"                       | Indicado  | [ 80 ] [ 81 ] |
| 2015 | Art Directors Guild                  | One-hour period or fantasy single-camera television series                                       | Doug Kraner "Pilot", "Selina Kyle", "Arkham" | Indicado  | [ 82 ] [ 83 ] |
| 2015 | Gracie Awards                        | Outstanding Drama                                                                                | Gotham                                       | Venceu    | [ 84 ]        |
| 2015 | Motion Picture Sound Editors         | TV Short Form Music Score                                                                        | Ashley Revell "Lovecraft"                    | Indicado  | [ 85 ] [ 86 ] |
| 2015 | NAACP Image Awards                   | Outstanding Supporting Actress in a Drama Series                                                 | Jada Pinkett Smith                           | Indicado  | [ 87 ]        |
| 2015 | People's Choice Awards               | Favorite New TV Drama                                                                            | Gotham                                       | Indicado  | [ 88 ] [ 89 ] |
| 2015 | People's Choice Awards               | Favorite Actor In A New TV Series                                                                | Benjamin McKenzie                            | Indicado  | [ 88 ] [ 89 ] |
| 2015 | People's Choice Awards               | Favorite Actress In A New TV Series                                                              | Jada Pinkett Smith                           | Indicado  | [ 88 ] [ 89 ] |
| 2015 | Saturn Awards                        | Best Superhero Adaptation Television Series                                                      | Gotham                                       | Indicado  | [ 90 ]        |
| 2015 | Saturn Awards                        | Best Performance by a Younger Actor in a Television Series                                       | Camren Bicondova                             | Indicado  | [ 90 ]        |
| 2015 | Creative Arts Emmy Awards            | Outstanding Production Design for a Narrative Contemporary or Fantasy Program (One Hour or More) | Doug Kraner "Pilot"                          | Indicado  | [ 91 ]        |
| 2015 | Creative Arts Emmy Awards            | Outstanding Costumes for a Contemporary Series, Limited Series or Movie                          | Lisa Padovani "Under the Knife"              | Indicado  | [ 91 ]        |
| 2015 | Creative Arts Emmy Awards            | Outstanding Sound Editing for a Series                                                           | George Haddad "All Happy Families Are Alike" | Indicado  | [ 91 ]        |
| 2015 | Creative Arts Emmy Awards            | Outstanding Special Visual Effects in a Supporting Role                                          | Thomas Joseph Mahoney "Lovecraft"            | Indicado  | [ 91 ]        |
| 2016 | People's Choice Awards               | Favorite TV Drama                                                                                | Gotham                                       | Indicado  | [ 92 ]        |
| 2016 | Teen Choice Awards                   | Choice TV Show: Drama                                                                            | Gotham                                       | Indicado  | [ 93 ] [ 94 ] |
| 2016 | Teen Choice Awards                   | Choice TV Actor: Drama                                                                           | Benjamin McKenzie                            | Indicado  | [ 93 ] [ 94 ] |
| 2016 | Teen Choice Awards                   | Choice TV: Villain                                                                               | Cameron Monaghan                             | Indicado  | [ 93 ] [ 94 ] |
| 2016 | Creative Arts Emmy Awards            | Outstanding Cinematography for a Single-Camera Series                                            | Crescenzo Giacomo Notarile "Azrael"          | Indicado  | [ 95 ]        |
| 2016 | Creative Arts Emmy Awards            | Outstanding Sound Editing for a Series                                                           | George Haddad "Azrael"                       | Indicado  | [ 95 ]        |
| 2016 | Creative Arts Emmy Awards            | Outstanding Stunt Coordination for a Drama Series, Limited Series, or Movie                      | Norman Douglass                              | Indicado  | [ 95 ]        |
| 2017 | Saturn Awards                        | Best Superhero Adaptation Television Series                                                      | Gotham                                       | Indicado  | [ 96 ]        |
| 2017 | Teen Choice Awards                   | Choice TV Action Show                                                                            | Gotham                                       | Indicado  | [ 97 ]        |
| 2017 | Teen Choice Awards                   | Choice TV: Villain                                                                               | Cory Michael Smith                           | Indicado  | [ 98 ]        |
| 2017 | Creative Arts Emmy Awards            | Outstanding Sound Editing for a Series                                                           | George Haddad "Destiny Calling"              | Indicado  | [ 99 ]        |
| 2017 | Creative Arts Emmy Awards            | Outstanding Special Visual Effects in a Supporting Role                                          | Thomas Joseph Mahoney "Heavydirtysoul"       | Venceu    | [ 99 ]        |
| 2017 | Creative Arts Emmy Awards            | Outstanding Stunt Coordination for a Drama Series, Limited Series, or Movie                      | Norman Douglass                              | Indicado  | [ 99 ]        |
| 2018 | Saturn Awards                        | Best Superhero Adaptation Television Series                                                      | Gotham                                       | Indicado  | [ 100 ]       |
| 2018 | Saturn Awards                        | Best Performance by a Younger Actor in a Television Series                                       | David Mazouz                                 | Indicado  | [ 100 ]       |
| 2018 | Teen Choice Awards                   | Choice Action TV Show                                                                            | Gotham                                       | Indicado  | [ 101 ]       |
| 2018 | Teen Choice Awards                   | Choice Action TV Actor                                                                           | David Mazouz                                 | Indicado  | [ 101 ]       |
| 2018 | Teen Choice Awards                   | Choice TV Villain                                                                                | Cameron Monaghan                             | Indicado  | [ 101 ]       |

## Lançamento em mídia
Em setembro de 2014, a Warner Bros. Television Distribution vendeu os direitos da série para transmissão mundial na Netflix. A primeira temporada foi lançada em DVD e Blu-ray em 8 de setembro de 2015. O lançamento no Brasil também ocorrerá no mesmo mês.[carece de fontes?]